# Florida Championship Wrestling
Florida Championship Wrestling (FCW) fue una promoción de lucha libre profesional ubicada en Tampa, Florida. Era el territorio de desarrollo de nuevos luchadores que aún no estaban listos para debutar en la WWE, la empresa mayor. La promoción fue iniciada por Steve Keirn en 2007 para ser el segundo territorio de desarrollo de la WWE, junto con Ohio Valley Wrestling, después de que la WWE terminara su contrato con la Deep South Wrestling, pero a partir del 7 de febrero de 2008, la FCW se transformó en la única empresa de desarrollo de la WWE. La FCW fue descontinuada en agosto de 2012, dando paso a NXT Wrestling como territorio oficial de desarrollo de la WWE.

## Historia
La promoción, en su forma actual, es dirigida por el luchador retirado Steve Keirn desde su fundación en 2007 para ser el segundo territorio de desarrollo de la World Wrestling Entertainment cuando terminaron su contrato con la empresa Deep South Wrestling a principios de 2007. En 2008, se convirtió en el único territorio de desarrollo de la WWE cuando ésta terminó su contrato con la Ohio Valley Wrestling.
El primer evento de la FCW fue el 26 de junio de 2007 en Tampa, Florida. En una Battle Royal de 21 hombres se coronó al primer Campeón Sureño Peso Pesado de la FCW, ganándolo Harry Smith. Al año siguiente, crearon otro campeonato, el Campeonato Peso Pesado de Florida de la FCW, siendo Jake Hager el primer campeón tras ganar una Battle Royal de 23 luchadores el 15 de febrero, siendo Ted DiBiase, Jr. el último luchador. En febrero de ese mismo año crearon también el Campeonato en Parejas de Florida de la FCW, ganándolos the Puerto Rican Nightmares (Eddie Colón & Eric Pérez) al derrotar a Steven Lewington & Heath Miller. Los títulos individuales fueron unificados el 22 de marzo de 2008.
El 7 de julio de 2008, la WWE confirmó que la FCW tenía como base la empresa homónima, la Championship Wrestling from Florida (normalmente conocida como FCW), la cual existió desde 1961 hasta 1987.
Tras quedarse sin emisión en TV, continuó únicamente con Live Events hasta que el 14 de agosto de 2012, su página web fue sustituida totalmente por NXT Wrestling.

## Antiguos campeonatos
| Campeonato                                  | Último Campeón            | Fecha                |
| ------------------------------------------- | ------------------------- | -------------------- |
| Campeonato Peso Pesado de Florida de la FCW | Richie Steamboat          | 14 de agosto de 2012 |
| Campeonato Sureño Peso Pesado de la FCW     | Jake Hager                | 22 de marzo de 2008  |
| Campeonato FCW 15                           | Brad Maddox               | 14 de agosto de 2012 |
| Campeonato en Parejas de Florida de la FCW  | Brad Maddox & Rick Victor | 14 de agosto de 2012 |
| Campeonato de Divas de la FCW               | Caylee Turner             | 14 de agosto de 2012 |
| Reina de FCW                                | Raquel Díaz               | 15 de marzo de 2012  |